# Olle Widde
De Olle Widde is een korenmolen in het westelijke deel van het dorp Ten Post, dat ook wel Kröddeburen wordt genoemd, in de provincie Groningen.
De molen moet voor 1828 zijn gebouwd en is wellicht nog ouder. Het is hiermee de oudste nog bestaande ronde stenen molen van de provincie Groningen. Tot 1927 was de molen ook als pelmolen ingericht. Nadat de molen ernstig in verval was geraakt werd de molen door de nieuwe particuliere eigenaar in 1995 geheel gerestaureerd. De molen, die zijn naam dankt aan de witte kleur van het molenlichaam, wordt regelmatig door een vrijwillig molenaar in bedrijf gesteld. Het wiekenkruis van de molen, dat een vlucht van 18,50 meter heeft, was vroeger met zelfzwichting uitgerust, maar heeft sinds de laatste restauratie weer het oudhollandse hekwerk met zeilen.